# منغستو هيلا مريام
منغستو هيلا مريام (መንግስቱ ኃይለ ማርያም, تلفظ ‎[mənɡɨstu haylə maryam]‏؛ (بالإنجليزية: Mengistu Haile Mariam)) (من مواليد 21 مايو 1937) كان أبرز ضابط في ديرغ، الطغمة العسكرية الشيوعية التي حكمت إثيوبيا من 1974 إلى 1987، ورئيس جمهورية إثيوبيا الشعبية الديمقراطية من 1987 حتى 1991. وقد أشرف على الإرهاب الأحمر الإثيوبي الذي امتد في الفترة 1977–1978، وكان حملة ضد الحزب الثوري الشعبي الإثيوبي والفصائل الأخرى المناوئة لـ (ديرغ). فر منغستو إلى زيمبابوي في عام 1991 في نهاية تمرد طويل ضد حكومته، بقي هناك بالرغم من حكم قضائي إثيوبي غيابي وجده مذنباً بتهمة القتل الجماعي.
تبع منغستو خطى أبيه والتحق بالجيش، حيث جذب انتباه الجنرال الإرتري المولد، أمان عندوم، الذي رقاه إلى رتبة عريف وأناط به المهام كمراسل في مكتبه.
تخرج منغستو من أكاديمية هولتـا العسكرية، إحدى أكاديميتين عسكريتين هامتين في إثيوبيا. ثم أصبح الجنرال أمان قدوته، وعندما عـُيـِّن الجنرال لقيادة الفرقة الثالثة فقد اصطحب منغستو معه إلى هرر، ولاحقاً أرسله إلى الولايات المتحدة لدراسة تكنولوجيا الأسلحة لمدة ستة أشهر. وبمجرد عودته، عـُين في وظيفة في مستودع أسلحة في الفرقة الثالثة.

## الإرتقاء في ديرغ
في 1974، فقد نظام الإمبراطور هيلا سيلاسي الأول ثقة الشعب الإثيوبي بعد المجاعة في محافظة ولو، مما أدى إلى الثورة الإثيوبية. ونتيجة لذلك، جاءت السلطة ليد لجنة من صغار الضباط والمجندين بقيادة أتنافو أباته، والتي أصبحت تـُعرف باسم «ديرغ». في البداية، كان منغستو أحد صغار الأعضاء، وقد أرسـِل ليمثل الفرقة الثالثة لأن قائده، الجنرال نيكا تـيكـنـكـن اعتبره صانع مشاكل وأراد التخلص منه. وبين يوليو وسبتمبر 1974، أصبح منغستو أكثر الأعضاء نفوذاً في ديرغ المتحاشية للأضواء، إلا أنه فضل العمل عبر أعضاء أكثر ظهوراً مثل قدوته السابقة، الجنرال أمان عندوم، ولاحقاً تفاري بنتي.

## الزعامة في إثيوبيا
لم يظهر منغستو كزعيم لـ«ديرغ» حتى بعد تبادل إطلاق النار في 3 فبراير 1977، الذي قـُتـِل فيه تفاري بنتي. نائب رئيس ديرغ، أتنافو أباته، بالرغم من تمتعه ببعض الدعم آنئذ، فقد اصطدم مع منغستو على قضية كيفية التعامل مع الحرب في إرتريا وخسر الصراع مما أدى إلى إعدامه مع 40 ضابطاً آخراً مفسحين الطريق لمنغستو ليصبح السيد الأوحد للموقف. وقد تسلم السلطة رسمياً كرأس الدولة، ودعـَّم موقفه بإعدام رفيقه المقرب وغريمه المحتمل، أتنافو أباته، في 13 نوفمبر من ذلك العام بتهمة «وضع مصلحة إثيوبيا فوق مصلحة الاشتراكية» وأنشطة «رجعية» أخرى. وفي عهد منغستو، تلقت إثيوبيا العون من الاتحاد السوفيتي، والأعضاء الآخرين في حلف وارسو وكوبا.

## العلاقة مع مصر والعالم العربي
تحالف سفاري المضاد للمد الشيوعي (عام 1975) (والمكون من الولايات المتحدة ومصر السادات والمغرب والسعودية وكينيا وإيران الشاه) اعتبره منغستو هيلا مريام مؤامرة مصرية موجهة ضد إثيوبيا. وفي خطبة له عام 1979 حطم زجاجات مملوءة دماً على اسمي مصر والسعودية.

### الإرهاب الأحمر
من 1977 حتى 1978، اشتعلت المقاومة ضد ديرغ، وكانت المقاومة أساساً بقيادة الحزب الثوري الشعبي الإثيوبي (EPRP). وقد انقض منغستو بضراوة على EPRP والمنظمات الطلابية الثورية الأخرى فيما سمي لاحقاً «الإرهاب الأحمر.» The Derg subsequently turned against the socialist student movement MEISON, a major supporter against the EPRP, in what would be called the «الإرهاب الأبيض.»
بعد إدانة منغستو في ديسمبر 2006، قالت الحكومة الزمبابوية أنه مازال يتمتع باللجوء السياسي ولن يـُسلـَّم لإثيوبيا. وقد شرح متحدث باسم الحكومة الزمبابوية الأمر بقوله «منغستو حكومته لعبا دوراً رئيسياً ومحموداً أثناء كفاحنا من أجل الاستقلال». وحسب الناطق، فقد ساعد منغستو ثوار زمبابوي أثناء حرب التحرير الزمبابوية بإعطائهم التدريب والسلاح، وبعد الحرب قام بتدريب طياري القوات الجوية الزمبابوية؛ ثم أردف الناطق قائلاً «ليس هناك الكثير من البلدان التي أظهرت مثل ذلك الإخلاص لنا».
وعلى إثر استئناف في 26 مايو 2008، حـُكـِم على منغستو بالإعدام غيابياً من قِبل المحكمة العليا في إثيوبيا، ناقضة بذلك الحكم السابق عليه بالسجن المؤبد. وقد لقي ثمانية عشر من أعوانه نفس العقوبة، الإعدام. وليس من الواضح إذا ما كان تغيير النظام في زمبابوي، إذا وقع، فسيسفر عن ترحيله.

## روابط خارجية
- منغستو هيلا مريام على موقع الموسوعة البريطانية (الإنجليزية)
- منغستو هيلا مريام على موقع مونزينجر (الألمانية)